# Tristan-Edern Vaquette
Pour les articles homonymes, voir Vaquette.
 (janvier 2025).
Tristan-Edern Vaquette est un artiste performer, musicien et écrivain français, né en 1969.
Depuis le début de sa carrière en 1987, il s'est fait connaître sur scène, par des chroniques radiophoniques (notamment sur Radio libertaire, entre 1995 et 1999), et par l'intermédiaire de la presse écrite à la suite de la sortie de son livre Je gagne toujours à la fin qui a reçu en 2003 le prix Goya du premier roman. Il est également le créateur du festival Un printemps bizarre. 
Il est diplômé de l'École normale supérieure, et titulaire d'un DEA en physique théorique. 
Ses œuvres se caractérisent par une influence punk, une critique satirique du conformisme artistique et politique, une défense de la liberté d'expression (soutien à Costes lors d'un de ses procès pour racisme, par exemple), un refus du compromis, et également par un humour constant (noir le plus souvent).
Son pseudonyme est une référence à Pierre Desproges qui tournait en dérision le prénom Jean-Edern et le nom Vaquette de Gribeauval. L'IndispensablE Tristan-Edern Vaquette, Dr ès Sciences, Vicomte de Gribeauval, Prince du Bon Goût en est une variation plus complète.

## Œuvres
- 1993-1996 : The Suce-moi-la-Bite Tour - Premier one man show rock
- 1995 : Prince du Bon Goût - Cassette rock'n'roll d'époque
- 1995-1999 : Le Billet du Vaquette - Chronique hebdomadaire sur Radio libertaire et Fréquence Paris Plurielle
- 1997-1999 puis 2003 / 2004 (reprise) : J'veux être Grand et Beau - Spectacle
- 2001 : Un siècle (et demi) de chanson française hard-core - CD live de reprises
- 2003 : Je gagne toujours à la fin - Roman
- 2004 : L'IndispensablE - CD regroupant ses meilleurs titres
- 2005 : J'veux être Grand et Beau - DVD du spectacle
- 2008 : Crevez tous, premier massacre - CD et spectacle
- 2013 : Une Histoire de censure - entretien sous forme de feuilleton
- 2015 : Je ne suis pas Charlie, je suis Vaquette - Texte de réflexion
- 2018 : Du champagne, un cadavre et des putes (Tome I) - Roman
- 2020 : Du champagne, un cadavre et des putes (Tome II) - Roman
- 2021 : Les Neuf Salopards
- 2023 : Du champagne, un cadavre et des putes (Tome III) - Roman

## Citations
- Page Wikiquote